# 캐시 워카일
캐시 워카일(Kathy Wakile, 1965년 10월 4일 ~ )은 미국의 방송 유명인, 작가, 사업가이다. 리얼리티 프로그램 "더 리얼 와이브즈 오브 뉴저지"(The Real Housewives of New Jersey)를 통해 이름을 알렸다. 테레사 주디체와 사촌지간이다.